# Spencer Parker
Spencer Parker (Detroit, 15 marzo 1993) è un ex cestista statunitense.